# قائمة شركات الطيران المنحلة في سلطنة عمان
هذه قائمة شركات الطيران المُنحلة أو السابقة في سلطنة عمان.
| الشركة                              | إياتا | إيكاو | صورة | رمز النداء | البدء | التوقف | ملاحظات                              |
| ----------------------------------- | ----- | ----- | ---- | ---------- | ----- | ------ | ------------------------------------ |
| كارغوعمان (CargOman)                | HC    |       |      |            | 1977  | 1980   |                                      |
| ظفار ستي إيه دبليو (Dhofar City AW) |       |       |      |            | 1960  | 1961   |                                      |
| غلف إفن (Gulf Avn)                  |       |       |      |            | 1950  | 1974   | أعيد تسميتها/دمجها إلى: طيران الخليج |
| عمان إفن سفسكس (Oman Avn Svcs)      | WY    | OAS   |      |            | 1981  | 1993   | أعيد تسميتها/دمجها إلى: طيران عمان   |